# Valdelaguna
Valdelaguna – miejscowość w Hiszpanii we wspólnocie autonomicznej Madryt, 49 km od Madrytu. Rolnicza miejscowość, gospodarka oparta jest na rolnictwie i chowie zwierząt gospodarskich, głównie trzody chlewnej i owiec. W mieście zanikają tradycyjne budowle z kamienia, gliny i gipsu, które są zastępowane nowoczesnymi budynkami, wygodnymi i pozbawionymi gracji.

## Atrakcje turystyczne
- Trójnawowy Kościół pw. Wniebowzięcia N.M.P.
- Plebania Casa del Cura
- Budynek zbudowany w trzech etapach wokół centralnego dziedzińca – Casa Grande
- Plac centralny i ratusz